# Roger A. Pielke Jr.
Roger A. Pielke Jr. (né le 2 novembre 1968) est un politologue et professeur américain, et a été directeur du Sports Governance Center au sein du département d'athlétisme du Center for Science and Technology Policy Research de l'Université du Colorado à Boulder. 
Il a précédemment servi dans le programme d'études environnementales et a été membre de l'Institut coopératif de recherche en sciences de l'environnement (CIRES), où il a été directeur du Center for Science and Technology Policy Research de l'Université du Colorado Boulder de 2001 à 2007. Pielke a été chercheur invité à la Saïd Business School de l'Université d'Oxford au cours de l'année scolaire 2007-2008. 
Écrivain prolifique, il s'intéresse notamment à la politisation de la science, aux prises de décision dans l'incertitude, à l'éducation politique des scientifiques dans des domaines tels que le changement climatique, les plans d'urgence, le commerce mondial et des recherches sur la gouvernance des organisations sportives, dont la FIFA et la NCAA.

## Éducation et formation
Pielke a obtenu une licence en mathématiques (1990), une maîtrise en politique publique (1992) et un doctorat en science politique, tous de l'Université du Colorado Boulder. Avant d'occuper ses fonctions à l'Université du Colorado Boulder, de 1993 à 2001, il a été chercheur au sein du groupe Impacts environnementaux et sociétaux du National Center for Atmospheric Research. De 2002 à 2004, Pielke a été directeur des études supérieures pour le programme d'études supérieures en études environnementales de l'l'Université du Colorado Boulder et en 2001, les étudiants l'ont sélectionné pour le prix du meilleur conseiller diplômé (Outstanding Graduate Advisor Award). Pielke siège à de nombreux comités de rédaction et comités consultatifs, conserve de nombreuses affiliations professionnelles et a siégé au conseil d'administration de WeatherData, Inc. de 2001 à 2006. En 2012, il a reçu un doctorat honorifique de l'Université de Linköping, et le prix du service public de la Geological Society of America. Depuis 2024, Pielke est membre de l'Académie norvégienne des sciences.

## Publications
Les premières publications de Pielke ont été réalisés dans le cadre du programme de la navette spatiale américaine. En 1993, 7 ans après l'accident de la navette spatiale Challenger, il suggère que la navette est coûteuse et risquée et qu'il est « probable » qu'une autre navette soit perdue dans un délai de 20 à 35 vols. Peu avant la perte de Columbia en 2003, il avertit que la perte d'une autre navette n'est qu'une question de temps. Il a également critiqué le programme de la station spatiale internationale.
Pielke a également beaucoup écrit sur les politiques en matière de changement climatique. Il est d'accord avec le GIEC : « Le GIEC a conclu que les émissions de gaz à effet de serre résultant de l'activité humaine sont un important facteur de changement du climat. Et sur cette seule base, je suis personnellement convaincu qu'il est logique de prendre des mesures pour limiter les émissions de gaz à effet de serre ». Selon Pielke, « toute politique concevable de réduction des émissions, même si elle est efficace, ne peut avoir un impact perceptible sur le climat pendant de nombreuses décennies », et il en conclut « que dans les décennies à venir, les seules politiques qui pourront être utilisées efficacement pour gérer les effets immédiats de la variabilité et du changement climatiques seront des politiques d'adaptation »,.
Sur les questions des ouragans et du changement climatique, il fait valoir que la tendance à l'augmentation des dommages causés par les ouragans est principalement due à des facteurs sociétaux et économiques (principalement une augmentation de la densité de la richesse), plutôt qu'à un changement de fréquence et d'intensité. Cette opinion a conduit différentes personnes dont le Guardian à le considérer comme un « négateur » du changement climatique et un « alarmiste », ce qu'il rejette « fermement »,.
Pielke est mentionné dans des courriels impliquant John Podesta, président de la campagne d'Hillary Clinton révélés par WikiLeaks. Le courriel en question a été envoyé par Judd Legum, l'éditeur de ThinkProgress, un site qui fait partie du Center for American Progress Action Fund, le bras de défense du think tank libéral Center for American Progress, qui a été fondé par Podesta en 2003. Dans son courriel à l'écologiste milliardaire Tom Steyer, Legum a décrit comment, selon lui, Climate Progress, la branche environnementale de ThinkProgress, a obtenu de Pielke qu'il cesse d'écrire sur le changement climatique pendant une période de cinq ans et demi.
En avril 2015, Pielke s'est joint à un groupe de chercheurs pour publier un « Manifeste de l'écomodernisme », : John Asafu-Adjaye, Linus Blomqvist, Stewart Brand, Barry Brook. Ruth DeFries, Erle Ellis, Christopher Foreman, David Keith, Martin Lewis, Mark Lynas, Ted Nordhaus, Rachel Pritzker, Joyashree Roy, Mark Sagoff, Michael Shellenberger, Robert Stone et Peter Teague.
Pielke a été nommé dans une lettre envoyée par le sénateur Edward Markey (D-MA) à de nombreux groupes de l'industrie énergétique, leur demandant de révéler les noms des scientifiques qu'ils avaient financés. Concernant la divulgation des conflits d'intérêts, M. Pielke a déclaré que la non-divulgation des conflits d'intérêts est assez endémique au sein des scientifiques du climat.

## Liste de publications
- Rédacteur en chef, avec Daniel Sarewitz et Radford Byerly Jr., Prediction: Science, Decision Making, and the Future of Nature, Island Press; Nouvelle édition (1er avril 2000), 400 pages,  (ISBN 978-1559637756)
- The Honest Broker: Making Sense of Science in Policy and Politics, Cambridge University Press (14 mai 2007), 198 pages,  (ISBN 978-0521873208)
- The Climate Fix: What Scientists and Politicians Won't Tell You About Global Warming, Basic Books (28 septembre 2010), 288 pages  (ISBN 0465020526)
- The Rightful Place of Science: Disasters and Climate Change, Consortium for Science, Policy & Outcomes (1er novembre 2014), 124 pages  (ISBN 978-0692297513)
- Liste des publications sur sciencepolicy.colorado.edu

## Voir également
- Roger A. Pielke (scientifique spécialiste de l'atmosphère; son père)